# Liste der Baudenkmale in Wolfsburg-Ehmen-Mörse
In der Liste der Baudenkmale in Wolfsburg-Ehmen-Mörse sind alle Baudenkmale der niedersächsischen Ortschaft Wolfsburg-Ehmen-Mörse aufgelistet. Die Quelle der Baudenkmale ist der Denkmalatlas Niedersachsen. Der Stand der Liste ist der 26. März 2021.

## Allgemein
In den Spalten befinden sich folgende Informationen:
- Lage: die Adresse des Baudenkmales und die geographischen Koordinaten. Kartenansicht, um Koordinaten zu setzen. In der Kartenansicht sind Baudenkmale ohne Koordinaten mit einem roten Marker dargestellt und können in der Karte gesetzt werden. Baudenkmale ohne Bild sind mit einem blauen Marker gekennzeichnet, Baudenkmale mit Bild mit einem grünen Marker.
- Bezeichnung: Bezeichnung des Baudenkmales
- Beschreibung: die Beschreibung des Baudenkmales. Unter § 3 Abs. 2 NDSchG werden Einzeldenkmale und unter § 3 Abs. 3 NDSchG Gruppen baulicher Anlagen und deren Bestandteile ausgewiesen.
- ID: die Objekt-ID des Baudenkmales
- Bild: ein Bild des Baudenkmales, ggf. zusätzlich mit einem Link zu weiteren Fotos des Baudenkmals im Medienarchiv Wikimedia Commons. Wenn man auf das Kamerasymbol klickt, können Fotos zu Baudenkmalen aus dieser Liste hochgeladen werden:

## Ehmen

### Gruppe baulicher Anlagen
| Lage                                                                | Bezeichnung               | Beschreibung | ID       | Bild |
| ------------------------------------------------------------------- | ------------------------- | --- | -------- | ---- |
| Kastanienallee 2 52° 23′ 56″ N, 10° 41′ 44″ O                       | Hofanlage                 | Regional typische Fachwerkbaugruppe mit Wohn- und Wirtschaftsgebäuden der Zeit um 1800, historische Hofpflasterung. | 34200265 | BW   |
| Am Sandberg 26, 28/30, 34/36 52° 23′ 55″ N, 10° 41′ 56″ O           | Fachwerkbaugruppe         | Regional typische Fachwerkbaugruppe mit Wohn- und Wirtschaftsgebäuden der 2. Hälfte des 18. Jh.                     | 34200281 | BW   |
| Fallersleber Straße/Hohnstedter Str. 2 52° 23′ 55″ N, 10° 41′ 46″ O | Teile von zwei Hofanlagen | Querdurchfahrtsscheunen in Fachwerk mit Ziegelausfachung, erbaut um Mitte 19. Jh.                                   | 34201716 | BW   |
| Am Sandberg 1 52° 23′ 51″ N, 10° 42′ 0″ O                           | Hofanlage                 | Gehöft mit Wohn-/Wirtschaftsgebäude, ehemaliger Schmiede und Stall.                                                 | 41558427 | BW   |

### Einzeldenkmale
| Lage                                                       | Bezeichnung              | Beschreibung | ID       | Bild           |
| ---------------------------------------------------------- | ------------------------ | --- | -------- | -------------- |
| Am Küsterberg 52° 23′ 58″ N, 10° 41′ 56″ O                 | St.-Ludgeri-Kirche       | Vierjochiger Saalbau mit Westturm, Ziegelbau, erbaut 1896 - 1897 von Architekt Eduard Wendebourg.                                                                                   | 34252857 | Weitere Bilder |
| Am Küsterberg 3 52° 23′ 58″ N, 10° 41′ 53″ O               | Wohn-/Wirtschaftsgebäude | Zweigeschossiger Fachwerkbau, erbaut um 1870. | 34252886 | BW             |
| Am Küsterberg 9 52° 23′ 59″ N, 10° 41′ 58″ O               | Schule                   | Zweigeschossiger Ziegelbau, erbaut um 1895. | 34252910 | BW             |
| Am Sandberg 1 52° 23′ 50″ N, 10° 42′ 1″ O                  | Schmiede                 | Kleiner Fachwerkbau, Einrichtung erhalten, erbaut um 1870. | 34252935 | BW             |
| Am Sandberg 1 52° 23′ 51″ N, 10° 42′ 0″ O                  | Wohn-/Wirtschaftsgebäude | Fachwerkbau. | 41558248 | BW             |
| Am Sandberg 1 52° 23′ 51″ N, 10° 41′ 59″ O                 | Stall                    | Stallgebäude mit noch sichtbarer Schweinekobensituation. | 41558453 | BW             |
| Am Sandberg 7 52° 23′ 54″ N, 10° 41′ 55″ O                 | Wohn-/Wirtschaftsgebäude | | 34252959 | BW             |
| Am Sandberg 15 52° 23′ 57″ N, 10° 41′ 54″ O                | Wohn-/Wirtschaftsgebäude | Eingeschossiger Fachwerkbau, erbaut um 1880. | 34252983 | BW             |
| Am Sandberg 26 52° 23′ 54″ N, 10° 41′ 57″ O                | Stall                    | Fachwerkbau mit Ziegelausfachung. | 34253007 | BW             |
| Am Sandberg 28/30 52° 23′ 55″ N, 10° 41′ 56″ O             | Wohn-/Wirtschaftsgebäude | | 34253030 | BW             |
| Am Sandberg 34/36 52° 23′ 55″ N, 10° 41′ 55″ O             | Nebengebäude             | Fachwerkbau, wohl ehemals Altenteiler. | 34253055 | BW             |
| Dammstraße 52° 23′ 48″ N, 10° 41′ 32″ O                    | Kapelle                  | Kleiner Ziegelbau, erbaut um 1900. | 34253078 | BW             |
| Fallersleber Straße 1 52° 23′ 55″ N, 10° 41′ 46″ O         | Scheune                  | Fachwerkbau, erbaut um Mitte 19. Jh. | 34253172 | BW             |
| Fallersleber Straße 22 A, B, C 52° 24′ 6″ N, 10° 41′ 50″ O | Wohn-/Wirtschaftsgebäude | Vierständer-Hallenhaus mit zweigeschossigem Wohnteil, erbaut um 1800. | 34253197 | BW             |
| Hohnstedter Straße 2 52° 23′ 54″ N, 10° 41′ 46″ O          | Scheune                  | Fachwerkbau mit Quereinfahrt, erbaut um Mitte 19. Jh. | 34253223 | BW             |
| Hohnstedter Straße 10 52° 23′ 48″ N, 10° 41′ 44″ O         | Wohnhaus                 | Zweigeschossiger Putzbau. Innenausbau und Fensterbestand aus der Erbauungszeit 1910.                                                                                                | 34253248 | BW             |
| Kastanienallee 2 52° 23′ 56″ N, 10° 41′ 46″ O              | Wohn-/Wirtschaftsgebäude | Zweigeschossiger Fachwerkbau. Mitte des 19. Jh. als Ersatz des älteren Querdielenhauses entstanden (dieses heute Wirtschaftsgebäude).                                               | 34253273 | BW             |
| Kastanienallee 2 52° 23′ 57″ N, 10° 41′ 46″ O              | Stall                    | Fachwerkbau, erbaut um 1890. | 34253333 | BW             |
| Kastanienallee 2 a 52° 23′ 57″ N, 10° 41′ 45″ O            | Scheune                  | Heute hakenförmiger Fachwerkbau mit vier Einfahrten. Der quer zum Hof stehende Flügel wurde als Wohn-/Wirtschaftsgebäude nach Brand 1812 errichtet. Heute zu Wohnzwecken umgenutzt. | 34253302 | BW             |
| Kastanienallee 4 52° 23′ 56″ N, 10° 41′ 40″ O              | Wohn-/Wirtschaftsgebäude | | 34253365 | BW             |
| Mörser Straße 52° 23′ 46″ N, 10° 42′ 11″ O                 | Wasserturm               | Massivbau mit oktogonalem Grundriss, gegliedert in Sockelzone, Turmschaft und Kopf mit Wasserbehälter, flaches Pyramiddach, erbaut Ende 19. Jh.                                     | 34253389 | Weitere Bilder |

## Mörse

### Einzeldenkmale
| Lage                                                   | Bezeichnung              | Beschreibung | ID       | Bild           |
| ------------------------------------------------------ | ------------------------ | --- | -------- | -------------- |
| An der Wassermühle 10/10A 52° 23′ 21″ N, 10° 43′ 39″ O | Wohnhaus                 | Zweigeschossiger Fachwerkbau, erbaut um 1870, vermutlich Teil der ehemaligen Wassermühle.                                                             | 34258674 | BW             |
| Gatze 1 52° 23′ 29″ N, 10° 43′ 46″ O                   | Wohn-/Wirtschaftsgebäude | Hallenhaus mit zweigeschossigem Wohnteil, Wohnteil im Erdgeschoss massiv ersetzt, erbaut 1705 (Inschrift)                                             | 34258527 | BW             |
| Hattorfer Straße 7 52° 23′ 42″ N, 10° 43′ 47″ O        | Wohnhaus                 | Teil einer Hofanlage, zweigeschossiger Fachwerkbau, erbaut um 1900.                                                                                   | 34258551 | BW             |
| Hattorfer Straße 8 52° 23′ 41″ N, 10° 43′ 47″ O        | Scheune                  | Längsdurchfahrtscheune, erbaut 1821. | 34258576 | BW             |
| Hattorfer Straße 21 52° 23′ 36″ N, 10° 43′ 59″ O       | Wohnhaus                 | Wohl Teil einer ehemaligen Hofanlage, zweigeschossiger Fachwerkbau, erbaut in der ersten Hälfte des 19. Jh.                                           | 34258599 | BW             |
| Im Dorfe 52° 23′ 31″ N, 10° 43′ 54″ O                  | St.-Petri-Kirche         | Im Kern romanischer Saalbau mit breitem Westturm, laut Inschrift von 1475. Fenster des Saales wohl 18./19. Jh. Auf dem Kirchhof zwei Kriegerdenkmale. | 34258698 | Weitere Bilder |
| Im Dorfe 1 52° 23′ 27″ N, 10° 43′ 58″ O                | Wohn-/Wirtschaftsgebäude | Querdielenhaus, Fachwerk, erbaut Anfang 19. Jh. | 34258624 | BW             |
| Im Dorfe 2 52° 23′ 29″ N, 10° 43′ 58″ O                | Wohn-/Wirtschaftsgebäude | Hallenhaus mit zweigeschossigem Wohnteil, Fachwerk, erbaut 1835 (Inschrift).                                                                          | 34258649 | BW             |